# Ivan Ivanovitch (1554-1581)
Ivan Ivanovitch (Ива́н Иванович) (28 mars 1554 - 19 novembre 1581) est le fils aîné et héritier d'Ivan IV de Russie dit Le Terrible. Sa mort des suites d'une dispute avec son père est l'un des cas de filicide les plus célèbres de l'Histoire.

## Biographie
Son frère ainé Dimitri n'ayant pas survécu au-delà de sa première année, Ivan est l'héritier du Tsar dès sa naissance. Il aurait sauvé son père d'une tentative d'assassinat en poignardant un prisonnier live nommé Bykovski qui menaçait Ivan IV de son épée. À 15 ans, il assiste avec son père au massacre de Novgorod.
Après avoir pensé épouser Virginia Eriksdotter, fille du roi Éric XIV de Suède, il est fiancé à Eudoxia Sabourova mais celle-ci est bannie et mise au couvent par Ivan IV pour stérilité. Il épouse alors Praskovia Solova qui subit le même sort qu'Eudoxia puis Yelena Cheremetieva.
À 27 ans, le tsarévitch écrit une biographie d'Antoine de Siya (1479–1556) le moine orthodoxe russe qui fonda le monastère d'Antonievo-Siysky dans les bois de l'Oblast d'Arkhangelsk, sur les bords de la rivière Siya.
Ses relations avec son père se détériorent lorsqu'Ivan IV signe la paix de Jam Zapolski mettant un terme à la guerre de Livonie alors que le tsarévitch lui demande une armée pour libérer Pskov assiégée par les Polonais.

## La mort d'Ivan Ivanovitch
Le 15 novembre 1581, au motif qu'elle portait des vêtements inconvenants, Ivan IV agresse Yelena enceinte, suffisamment violemment pour que cette dernière fasse ultérieurement une fausse couche. Le tsarévitch entendant les cris de sa femme, vient à sa défense mais la dispute encore attisée par les divergences des deux hommes sur le sort de Pskov dégénère. Ivan IV frappe le tsarévitch à la tête avec son sceptre, ainsi que Boris Godounov qui voulait s'interposer. Mortellement blessé à la tempe, le tsarévitch agonise quatre jours durant et alors que son père, pris de remords, formule des prières. Il meurt le 19 novembre.

## Galerie

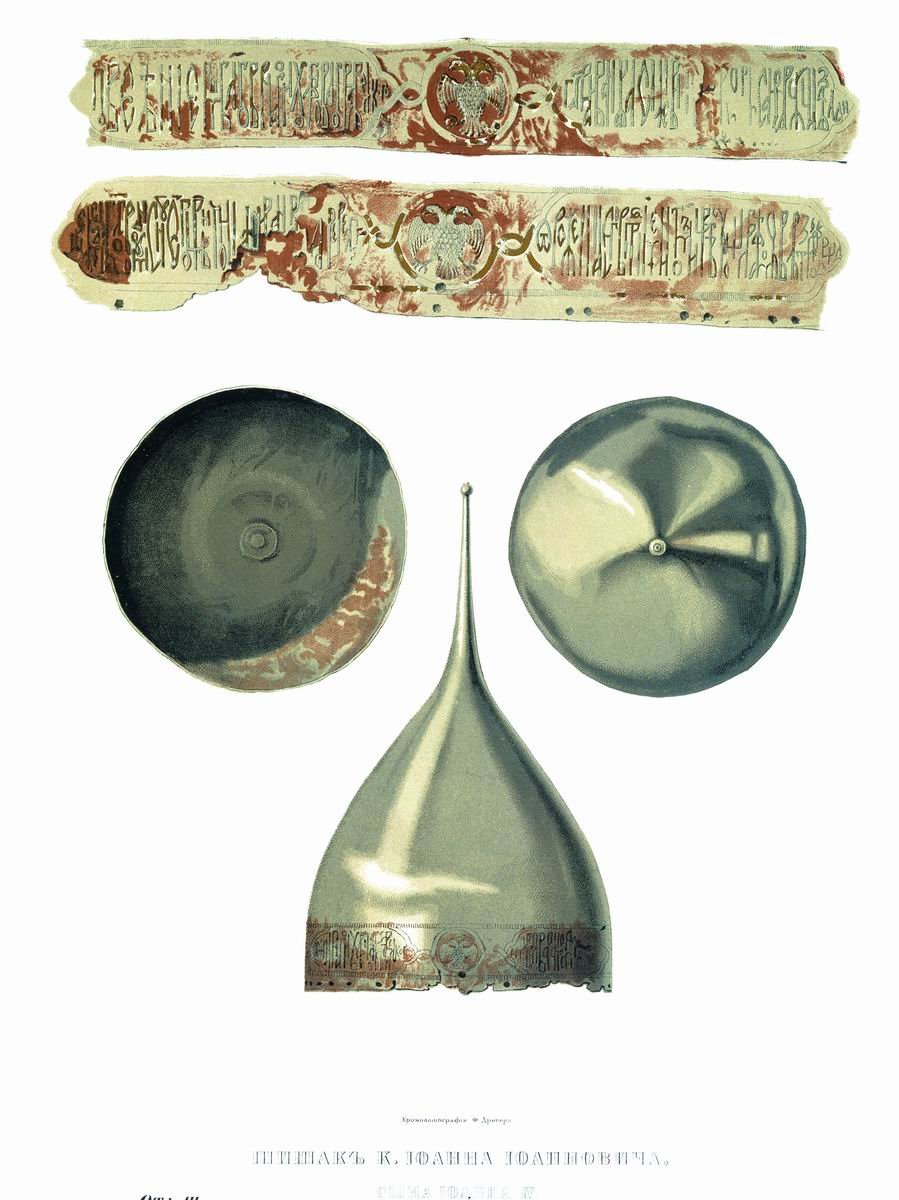
Casque d'Ivan Ivanovitch, avant 1557.
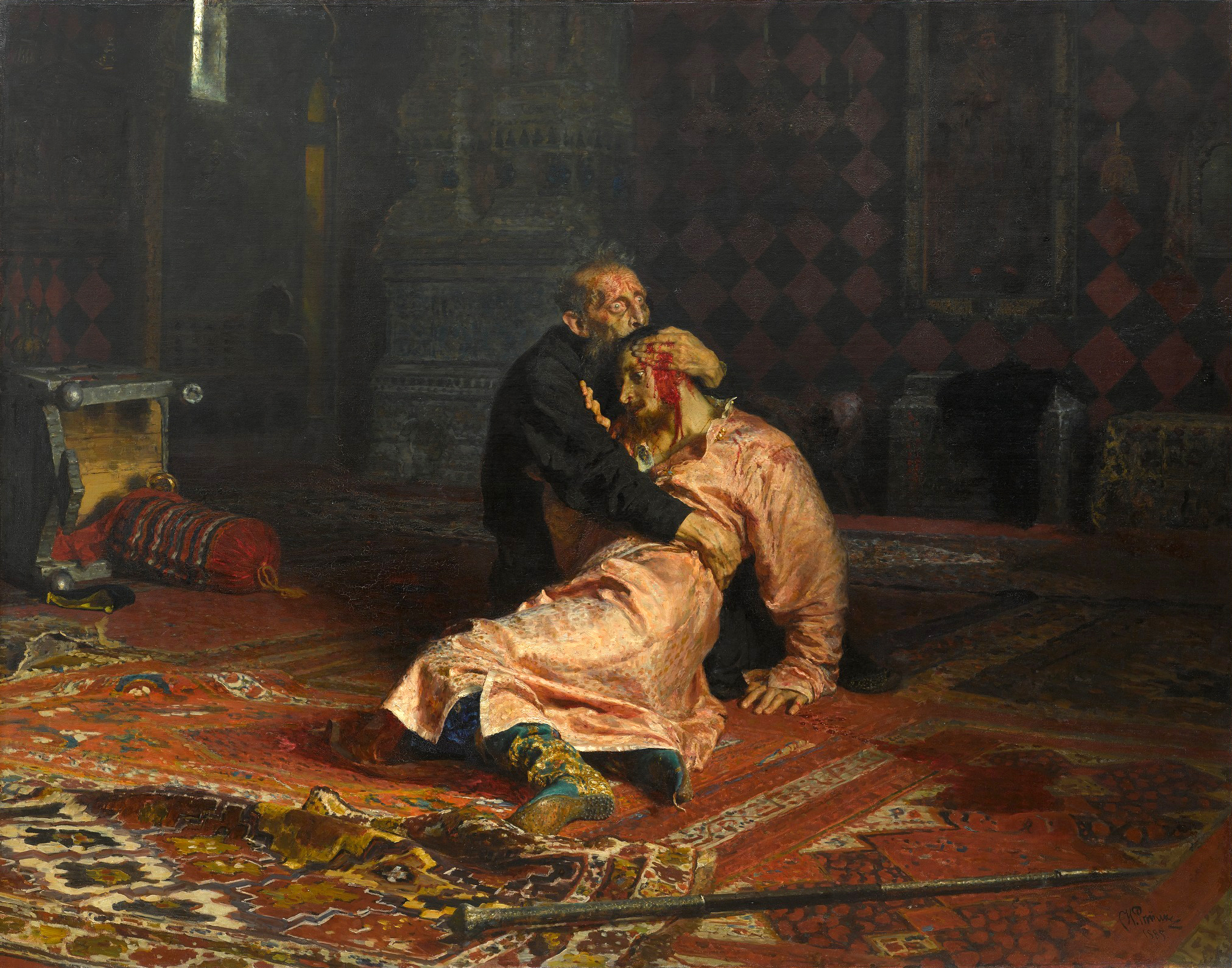
Ivan le Terrible tue son fils (1885), par Ilia Répine.
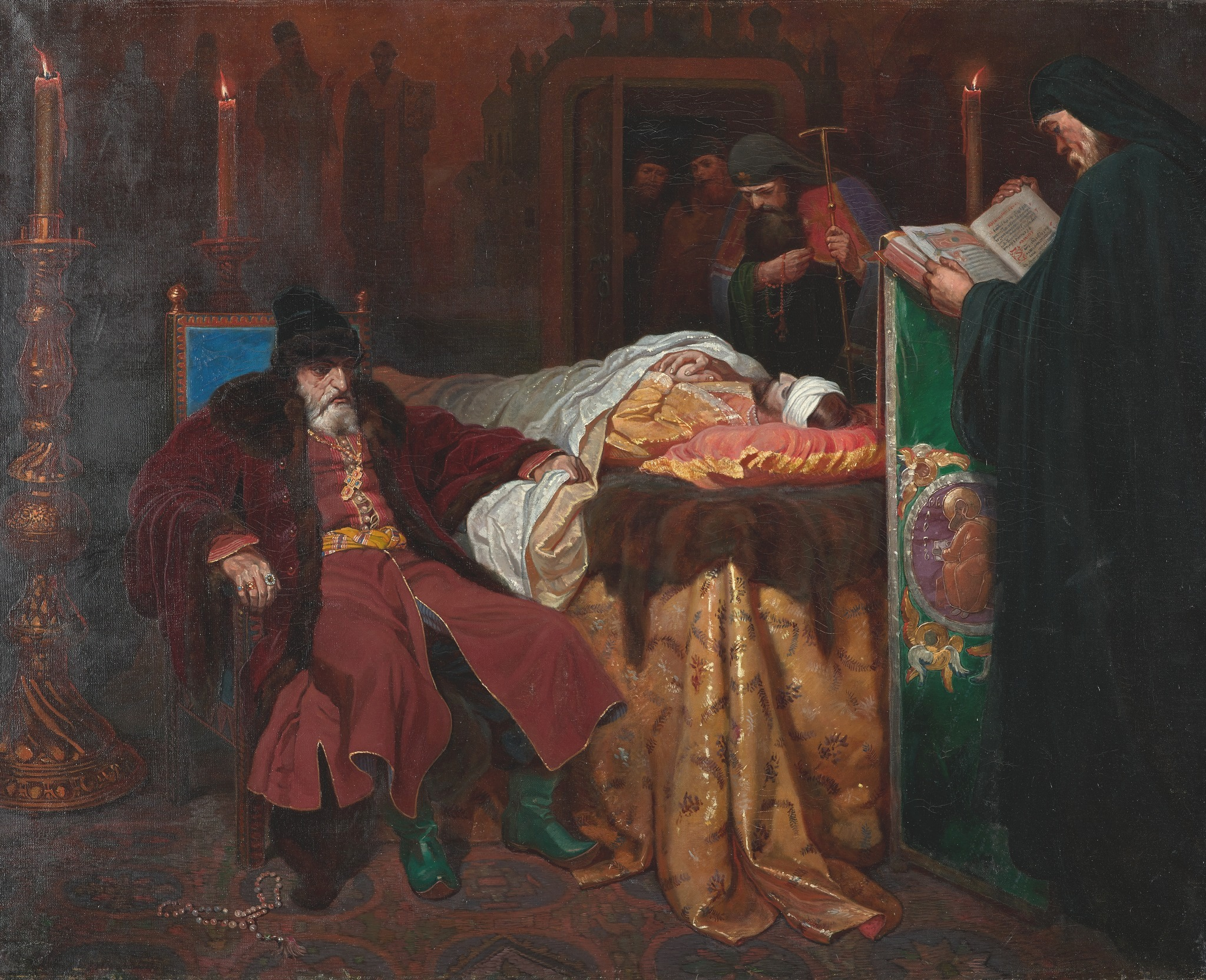
Ivan IV le Terrible près du lit de mort du tsarévitch Ivan Ivanovitch, par Viatcheslav Grigorievitch Schwarz en 1861.
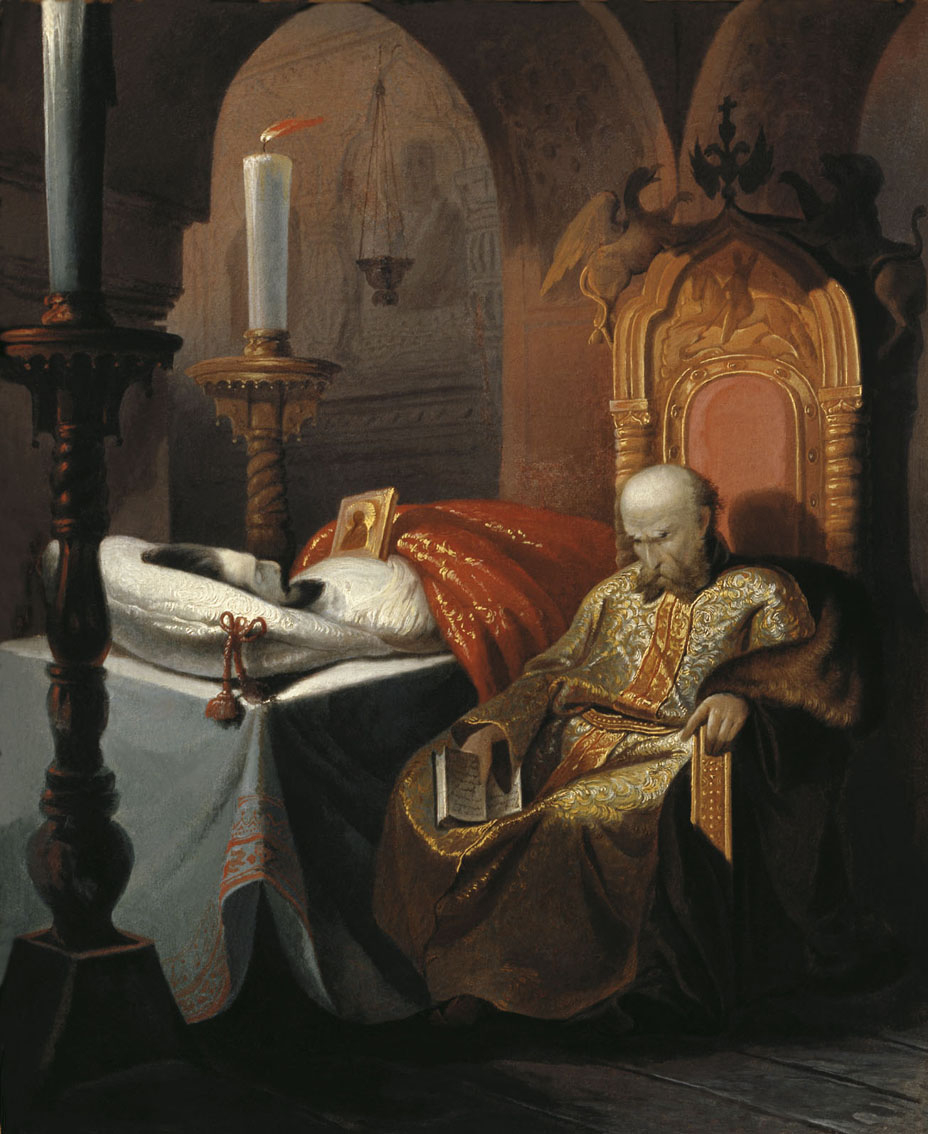
Ivan IV le Terrible près du corps de son fils Ivan Ivanovitch qu'il a tué lors d'une dispute, par Nikolaï Choustov en 1860.